# Jesper Frismann
Jesper Frismann (21 de marzo de 1961-6 de enero de 2025) fue un jinete danés que compitió en la modalidad de doma. Ganó una medalla de plata en el Campeonato Europeo de Doma de 1985, en la prueba por equipos.

## Palmarés internacional
| Campeonato Europeo | Campeonato Europeo     | Campeonato Europeo | Campeonato Europeo |
| Año                | Lugar                  | Medalla            | Categoría          |
| ------------------ | ---------------------- | ------------------ | ------------------ |
| 1985               | Copenhague (Dinamarca) | Medalla de plata   | Por equipos        |